# Каррыев, Чары Союнович
Чары Союнович Каррыев (род. 1932) — советский туркменский государственный и партийный деятель. Председатель Совета Министров Туркменской ССР (1978—1985). Член КПСС с 1958 года; первый секретарь Ашхабадского обкома КП Туркменистана (1974—1976), член ЦРК КПСС (1981—1990), член Бюро ЦК КП Туркменистана. Депутат Совета Национальностей Верховного Совета СССР 9-11 созывов (1974—1989) от Туркменской ССР. Депутат Верховного Совета Туркменской ССР (1966—1974).

## Биография
Родился 17 октября 1932 года в Ашхабаде в крестьянской семье. Туркмен. В 1955 году окончил Московский нефтяной институт им. И. М. Губкина.
С 1950 года — студент Московского нефтяного института.
С 1955 года — на Красноводском нефтеперерабатывающем заводе: оператор, инженер, начальник установки, начальник цеха.
С 1965 года — заведующий отделом нефтяной и химической промышленности ЦК Компартии Туркменистана.
С 1974 года — первый секретарь Ашхабадского обкома партии.
С 1976 года — секретарь ЦК Компартии Туркменистана.
В декабре 1978 — феврале 1985г — Председатель Совета Министров Туркменской ССР.
В феврале 1985 года «по состоянию здоровья» освобожден с поста Председатель СМ ТССР и назначен Председателем Госкомитета по ценам.
Автор 11 научных работ.

## Награды
- Медаль «За трудовую доблесть» (4 ноября 1964) — за успешное окончание строительства и освоение двух технологических установок на Красноводском нефтеперерабатывающем заводе, газопровода Котур-Тепе—Белек—Красноводск и Челекенского сажевого завода
- Орден Октябрьской Революции
- Орден Трудового Красного Знамени
- Орден Трудового Красного Знамени
- Орден «Знак Почёта»
- Медаль «В ознаменование 100-летия со дня рождения Владимира Ильича Ленина»